# Wo Gott der Herr nicht bei uns hält, BWV 178
Wo Gott der Herr nicht bei uns hält, BWV 178 (Quan Déu nostre Senyor no és amb nosaltres), és una cantata religiosa de Johann Sebastian Bach per al vuitè diumenge després de la Trinitat, estrenada a Leipzig el 30 de juliol de 1724.

## Origen i context
L'autor, desconegut, es basa en l'himne del mateix títol que és una paràfrasi de la versió de Justus Jonas (1524) del salm 124, salm que Luter havia traduït i incorporat al cançoner de Wittenberg amb el títol Wär Gott nicht mit uns diese Zeit, i que Bach emprà en la BWV 14. Les estrofes 1, 2, 4, 5, 7 i 8 s'incorporen literalment, mentre que les 3 i 6 s'aprofiten per a les àries del tercer i cinquè números de la cantata. L'evangeli del dia Mateu (7, 15-23) conté el passatge en què Jesús adverteix dels falsos profetes, tal com fa el text contra els enemics del cristianisme. Per a aquest diumenge es conserven altres dues cantates, la BWV 45 i la BWV 136.

## Anàlisi
Obra escrita per a contralt, tenor, baix i cor; dos oboès, dos oboès d'amor, corda i baix continu. Consta de set números.
1. Coral: Wo Gott der Herr nicht bei uns hält (Quan Déu nostre Senyor no és amb nosaltres)
2. Recitatiu i coral (contralt): Was Menschenkraft und -witz anfäht (Quan ens fustiga el poder i la vilesa dels homes)
3. Ària (baix): Gleichwie die wilden Meereswellen (Com les rabents onades del mar)
4. Coral (tenor): Sie stellen uns wie Ketzern nach (Ells ens tenen per heretges)
5. Coral i recitatiu (baix, tenor i contralt): Auf sperren sie den Rachen weit (Tenen ben obertes les seves gorges)
6. Ària (tenor): Schweig, schweig nur, taumelnde Vernunft! (Calla, calla doncs, desassenyada raó!)
7. Coral: Die Feind sind all in deiner Hand (Tots els enemics són a les teves mans)

El primer número és un motet cantus firmus sobre la melodia del coral amb una gran participació instrumental, la melodia, a càrrec dels soprano, va acompanyada del text literal, el qual es glossa lliurement en els altres números. Aquesta melodia s'empra en cinc dels set números i prové del cançoner de Joseph Klug, publicat a Wittenberg l'any 1529. En el número 2 es combina el recitatiu amb el cant de la melodia del coral, en un tractament molt interessant. A l'ària de baix del tercer número, la música plena de fúria i violència, amb solos dels violins a l'uníson i el continu, recolza el text “Com les rabents onades del mar”, té un aire de dansa però conté uns vocalitzacions destacades sobre Meereswellen (onades), zerschellen (rompen) i zerscheitern (enfonsen). En el número 4 torna de nou el text i la melodia del coral, la veu del tenor es fon amb les dues veus concertants de l'oboè d'amor i del continu. En el número 5 es torna a imposar el coral tropat a càrrec del cor; l'expressió musical dels conceptes de venjança i lluita li donen un caràcter mot dramàtic. També és molt dramàtica l'ària de tenor següent amb l'acompanyament de tota la corda i el continu, on s'expressa la crítica a la raó que dubta amb síncopes i el silenci com a única actitud digna del fidel. El coral final té la disposició habitual a cappella amb les veus duplicades per l'orquestra. La cantat té una durada aproximada d'uns vint-i-dos minuts.

## Discografia seleccionada
- J.S. Bach: Das Kantatenwerk. Sacred Cantatas Vol. 9. Nikolaus Harnoncourt, Concentus Musicus Wien, Tölzer Knabenchor (Gerard Schmidt-Gaden, director), Panito Iconomou (solista del cor), Kurt Equiluz, Robert Holl (Teldec), 1994.
- J.S. Bach: The complete live recordings from the Bach Cantata Pilgrimage. CD 34: Christkirche, Rendsburg; 13 d'agost de 2000. John Eliot Gardiner, English Baroque Soloists, Monteverdi Choir, Robin Tyson, Chrristoph Genz, Brindley Sherrat. (Soli Deo Gloria), 2013.
- J.S. Bach: Complete Cantatas Vol. 14. Ton Koopman, Amsterdam Baroque Orchestra & Choir, Annet Market, Christoph Prégardien, Klaus Mertens. (Challenge Classics), 2006.
- J.S. Bach: Cantatas Vol. 23. Masaaki Suzuki, Bach Collegium Japan, Matthew White, Makoto Sakurada, Peter Kooij. (BIS), 2004.
- J.S. Bach: Church Cantatas Vol. 53. Helmuth Rilling, Bach-Collegium Stuttgart, Gächinger Kantorei Stuttgart, Gabriele Schreckenbach, Kurt Equiluz, Wolfgang Schöne. (Hänssler), 1999.
- J.S. Bach: Cantatas for the Complete Liturgical Year, Vol. 3. Sigiswald Kuijken, La Petite Bande, Petra Noskaiova, Christoph Genz, Jan Van der Crabben. (Accent), 2006.